# Bachajón
Bachajón es un pueblo de México perteneciente al municipio de Chilón en la región selvática de Chiapas.

## Historia

### Orígenes
Tiene origen colonial y su población es de habla tseltal (lengua perteneciente a la familia maya). Se compone de dos barrios: San Sebastián, al norte, y San Jerónimo, al sur, cada uno de los cuales cuenta con sus propias tierras, autoridades municipales, ejidales y dialecto. Los bachajontecos llaman el centro urbano de la localidad Jlumaltik ‘Nuestro Pueblo’. Este sitio constituye el centro comercial de los dos ejidos, a donde muchos tseltales de origen lejano llegan para vender sus productos. Se trata del punto de mayor concentración humana dentro de los ejidos.

### Conquista y fundación del pueblo
Bachajón fue una zona que a los españoles les costó mucho trabajo conquistar. Finalmente, quien logró pacificar a los tseltales de la selva fue fray Pedro Lorenzo de la Nada. Como parte de esta pacificación logró fundar al pueblo de Bachajón con la congregación de tres asentamientos prehispánicos tseltales que dieron lugar a las tres parcialidades del pueblo: Xuxuycapa al principio, Tuni (también llamado Xitoltepeque) en 1560, y Lakma' en 1564. Tuni desapareció a fines del siglo XVII, de modo que únicamente quedaron Xuxuycapa y Lakma’, que son probablemente el origen de los dos barrios actuales.

### Incursión de los lacandones contra Bachajón
Los lacandones y pochutlas, que no habían sido conquistados por los españoles, atacaron Bachajón en 1552. Los atacantes llegaron por la noche y mataron a muchas personas. Este acontecimiento provocó que los bachajontecos tuvieran que cambiar su pueblo al emplazamiento actual de Bachajón. Este ataque se conmemora actualmente a través de la fiesta principal del pueblo, el carnaval de Bachajón.

### Conquista de los lacandones
Después de largos años de intentos, la conquista de los lacandones se consumó en 1695, cuando se organizaron dos entradas a la selva: una por el lado de Huehuetenango y otra por el lado de Ocosingo. En la segunda participaron unos indios de Bachajón, liderados por el indio principal Gaspar de Miranda, que participaron como guías y exploradores. Ellos eran descendientes de los indios pacificados por fray Pedro Lorenzo, de tal manera que conocían muy bien la selva.

### Rebelión Zendal de 1712
En 1709 los indios de Bachajón se amotinaron contra el cura. Unos años después, en la Rebelión de Los Zendales de 1712, varios de ellos tuvieron una participación muy importante. El primero fue Jerónimo Saraos, quien era un indio que gozaba de un gran prestigio y autoridad y, además, había sido escribano y fiscal y dominaba el castellano. Este personaje fue expulsado de Bachajón y, como tenía amigos en Cancuc, pasó a vivir en ese pueblo. Los dos últimos eran las cabecillas de la rebelión. Don Nicolás Vázquez tenía el cargo de capitán general y don Juan López se desempeñaba como el jefe militar. Este último personaje dio lugar a muchas historias orales que actualmente se siguen contando en el pueblo.

### Curas e indios
Entre 1831 a 1855 los indios de Bachajón se quejaron repetidamente por los malos tratos de los curas del pueblo. En 1831 sostuvieron un pleito con el cura Manuel Aguilar por un ganado que pertenecía a la cofradía de la Virgen del Rosario y del que, según los testimonios locales, el párroco pretendía apropiarse. El cura, intentando defenderse, aseguró que eran los indios quienes habían robado el ganado y, por ello, los había denunciado ante el subprefecto y éste a su vez había encarcelado a dos regidores indios. Ante estas acusaciones, los indios se enojaron contra el cura, al grado de que unos meses después exigieron al obispo su destitución. Además del robo del ganado, los indios afirmaban que el cura les exigía grandes cantidades de maíz, pescado y otros alimentos, así como los 100 tostones que le daban al año y los nueve reales mensuales que obtenía de las cofradías. Además, lo acusaban de mantener en su hacienda, con las raciones alimenticias y recursos que ellos aportaban, a unos ladinos y una mujer a la que tenía escondida.
Varios años después, en 1855, los bachajontecos no sólo se quejaban del cura Justino Aguilar, sino del maestro del pueblo (del primero, por sus malos tratos y del segundo, por sus abusos). El maestro aprovechó su influencia política y solicitó la intervención del juez de paz, quien encarceló a algunos indios en Ocosingo, los cuales, no obstante, lograron escapar y regresaron a Bachajón. El maestro renunció, mientras que el cura continuó enfrentando las protestas de los indios.

### Tierras comunales y ejidos
En 1867 se trazó la línea divisora de los dos barrios de la cabecera y de los dos ejidos en general. El plano demarca que los límites pasan por Xelalha' al mojón Pojol wits y cruza por la iglesia del pueblo en línea recta. A partir de esta división ambos barrios empezaron a hacer sus denuncias sobre tierras (que eran consideradas nacionales) para reducirlas a su propiedad. En este año tanto el barrio de San Sebastián como el de San Jerónimo denunciaron sendos terrenos nacionales ante la Jefatura Superior de Hacienda y la Agencia del Ministerio de Fomento. En julio de 1876 Bartolomé Estrada y 60 indígenas de Bachajón denunciaron 6, 995 hectáreas correspondientes a los terrenos baldíos llamados Alumtenán, Alamquinal y Chalamchén, que ellos de por sí ya tenían trabajados y acotados, aunque sin título legal. A los indios que denunciaban las tierras no se las dieron, pues pasaron a manos de los particulares.

### Agencia Municipal
Después de la independencia de Chiapas y su incorporación a la República Mexicana, Bachajón pasó a ser un municipio. En 1921 hubo cambios y se consideraron como municipios de primera categoría a aquellos mayores de 5, 000 habitantes. Por no contar con tal requisito, el pueblo de Bachajón pasó a integrarse al municipio de Chilón, que actualmente tiene la categoría de agencia municipal. Así, aunque Bachajón perdió la categoría de municipio de 1921, sigue manteniendo una organización política territorial con varias localidades adscritas a su jurisdicción.

### Presencia protestante
En 1949 llegaron a Bachajón las primeras misioneras protestantes: Mariana Slocum y Florencia Gerdel. Aunque el comienzo de la evangelización presbiteriana en Bachajón se remonta al año de 1954. La primera comunidad donde las misioneras predicaron fue Paxilha', con un señor de nombre Santiago Gómez Hernández, con quien Mariana Slocum tenía contacto. Después realizaron labores en la comunidad de Bahtsihbiltik, con Domingo Méndez. En 1957, por invitación de los líderes religiosos y de los primeros creyentes, Mariana Slocum y Florencia Gerdel se establecieron formalmente en Bahtsihbiltik. Ambas celebraban reuniones para enseñar el Evangelio y al mismo tiempo capacitaban a otros en el conocimiento de la medicina.

### La misión de Bachajón
En 1958 se creó la misión de Bachajón. El provincial Luis Mendoza Guízar, el sacerdote Daniel García de Alba y el obispo Lucio Torreblanca determinaron que esta localidad se tomara como cabecera por ser un poblado importante y con mayor presencia de indígenas. Los primeros jesuitas que llegaron a Bachajón fueron Daniel García de Alba, Indalecio Chagolla, José Blanco y Jorge Díaz Olivares. Pronto se inauguró un servicio médico y una escuela primaria. En 1959 llegaron las religiosas y se hicieron cargo directamente de la escuela. En 1961 llegaron a la zona nuevos jesuitas, entre ellos, Amando Herrera Ríos, Ignacio Morales y Mardonio Morales. Cuando este último llegó a Bachajón empezó a trabajar de manera directa con los indígenas para resolver los problemas de la tierra y arreglar la situación agraria de las tierras ejidales de San Sebastián y San Jerónimo Bachajón.

### Congreso indígena de 1974
En 1974 se celebró en San Cristóbal de Las Casas un Congreso Indígena. En Bachajón, un año antes, en septiembre de 1973, los indígenas, junto con los jesuitas, empezaron a organizarse en toda la región, rancherías, comunidades y ermitas. Los indígenas acordaron dirigir el congreso, nombrando un comité con representantes de comunidades y rancherías de Bachajón, Ocosingo, Sitalá y Guaquitepec. Por primera vez, a través del congreso, salió a la luz la palabra de los indígenas bajo cuatro temáticas: salud, comercio, educación y tierra. Entre los tseltales hubo dos promotores del evento: Javier Vargas (de Ocosingo) y Miguel Girón (de Bachajón).

### Aspectos políticos
En 1992 la misión jesuita creó la organización social no gubernamental Yomlej con la finalidad de ayudar al empoderamiento y concientización de las comunidades indígenas del municipio. En 1995 a través de esta organización por primera vez en toda la historia del pueblo, lograron llegar a la presidencia municipal de Chilón durante tres trienios consecutivos, tres indígenas de Bachajón pertenecientes al ejido de San Jerónimo. En 1995, con el partido del PRD, el Dr. Manuel Gómez Moreno logró derrotar al PRI; aunque en 1998 había regresado el PRI a la presidencia, a partir de 2002 nuevamente dos bachajontecos ganaron la presidencia municipal, el primero fue el profesor Andrés Hernández Méndez, y en 2005 tomó el cargo el profesor Sebastián Hernández Álvarez. En 2008 el PRI nuevamente ganó las elecciones, pero en 2011 logró llegar otro profesor llamado Fernando Cruz Pérez, perteneciente al ejido de San Jerónimo. En la actualidad permanece en el poder como alcalde el Ing. Carlos Idelfonso Gimenez Trugillo por el partido Morena, que entró en 2018-2021 en ese periodo. Hubo elecciones y ganó de nuevo. Será alcalde en 2021-2024.

## Economía
La comunidad se dedica principalmente a la agricultura y al comercio, esto se debe a la influencia de la carretera Ocosingo-Palenque-San Cristóbal de Las Casas. La comunidad es una de las más dedicadas al sector terciario.

## Urbanismo
Bachajón, a pesar de ser una comunidad pequeña ha tenido una importante actividad comercial por parte de la comunidad indígena, en la localidad también se encuentra un libramiento y un periférico que mejora la comunicación con la carretera federal San Cristóbal de Las Casas-Palenque-Ocosingo.
La localidad cuenta con varias escuelas de educación preescolar, primaria, secundaria y una bachillerato (COBACH), hay presencia de todo tipo de tiendas y otros establecimientos comerciales. La mayor parte de la población se dedica al sector económico terciario.

## Vías de comunicación
Bachajon está comunicado con carretera federal de San Cristóbal de las Casas-Ocosingo-Palenque por el entroque Temó que se encuentra a 8 km de la localidad.
Está proyectada la construcción de la autopista San Cristóbal de las Casas-Palenque empezando por Mitzitón, pasando cerca de Sitalá y Tenejapa, San Juan Cancuc ampliándose en el tramo Bachajón-Temó para hacer ramal a la autopista la ciudad de Ocosingo.

## Gastronomía
Este poblado posee una gastronomía particular y sumamente agradable pues utiliza insumos frescos y naturales. Aunque sencilla a base de maíz, frijol, calabaza el uso de las muchas especias de la región le dan un toque único. En las fiestas se utiliza carne de pollo o res con recetas de la región.
La variedad de tortillas es muy importante: las hay con insertos de frijol entero conocidas como "peteul", también con masa de calabaza, denominada dentro de la comunidad como "chumilwuaj" entre otras muchas variaciones.
Hay platillo únicos como los huevos en hoja de plátano, cocinados solamente con la grasa que desprende la hoja al ponerla sobre el comal, o los huevos con puerro, frijol con "tzuy", etc.

## Población
De acuerdo con el INEGI, el municipio de Bachajón tenía 5,063 habitantes en el 2010.